# Saint-Georges-Motel
Saint-Georges-Motel település Franciaországban, Eure megyében. Lakosainak száma 880 fő (2022. január 1.).

## Népesség
A település népessége az elmúlt években az alábbi módon változott:
| Lakosok száma | 567  | 630  | 800  | 953  | 932  | 917  | 889  | 887  | 879  | 880  |
|               | 1968 | 1982 | 1990 | 2006 | 2013 | 2015 | 2017 | 2019 | 2020 | 2022 |